# Estornell cuafí
L'estornell cuafí (Lamprotornis acuticaudus) és una espècie d'ocell de la família dels estúrnids (Sturnidae). Habita sabanes i boscos tropicals i subtropicals de frondoses secs de l'Àfrica central. El seu estat de conservació es considera de risc mínim.